# Hrabstwo Rensselaer
Rensselaer – hrabstwo (ang. county) w stanie Nowy Jork w USA. Populacja wynosi 152 538 mieszkańców (stan według spisu z 2000 r.).

## Historia
Hrabstwo było częścią zakupu obszarów ziemskich dokonanych przez Kiliaena van Rensselaera od plemion indiańskich Mohawk i Mohikanów w roku 1630.
W momencie gdy nastąpił podział prowincji Nowego Jorku w 1683 roku, obecne hrabstwo Rensselaer było częścią hrabstwa Albany. To było ogromne powierzchniowo hrabstwo, zawierające północną część dzisiejszego stanu Nowy Jork jak również stanu Vermont.
W 1786 roku Hrabstwo Albany zostało zredukowane przez podział na hrabstwo Columbia.
W 1791 roku Hrabstwo Rensselaer jak również hrabstwo Saratoga oddzieliły się od hrabstwa Albany.

## Geografia
Rensselaer położone jest we wschodniej części stanu Nowy Jork. Wschodnia granica hrabstwa biegnie wzdłuż granic stanowych Nowego Jorku-Vermont i Nowego Jorku-Massachusetts.
Ukształtowanie terenu od zachodu to nizinne przy rzece Hudson, następnie w środkowej części wyżyna Rensselaer Plateau w pobliżu Poestenkill i Sand Lake, a na wschodnim krańcu pasmo górskie Taconic Mountains biegnące wzdłuż granicy ze stanem Massachusetts. Najwyżej położony punkt w hrabstwie to Berlin Mountain, o wysokości 859 m n.p.m.

### Miasta[1]
- Berlin
- Brunswick
- East Greenbush
- Grafton
- Hoosick
- Nassau
- North Greenbush
- Petersburgh
- Poestenkill
- Rensselaer
- Sand Lake
- Schaghticoke
- Schodack
- Stephentown
- Troy

### Wsie[1]
- Castleton-on-Hudson
- East Nassau
- Hoosick Falls
- Nassau
- Schaghticoke
- Valley Falls

### CDP[1]
- Averill Park
- East Greenbush
- Hampton Manor
- Poestenkill
- West Sand Lake
- Wynantskill